# Juozas Bernatonis
Juozas Bernatonis, né le 8 septembre 1953 à Kaunas, est un homme d'État lituanien membre du Parti social-démocrate lituanien (LSDP).
Il est ministre de la Justice entre 2012 et 2016.

## Biographie

### Engagement politique
Il est député au Seimas entre 1992 et 2008. Membre du Parti lituanien démocrate du travail (LDDP) dès sa fondation en 1990, il rejoint le LSDP lors de la fusion de 2001. Le 4 juillet 2001, il est nommé ministre de l'Intérieur dans le premier gouvernement de coalition du social-démocrate Algirdas Brazauskas. Il est remplacé le 13 mai 2003 mais devient conseiller à la politique intérieure de Brazauskas et de son successeur, Gediminas Kirkilas.
Le 12 décembre 2012, il est nommé ministre de la Justice dans le gouvernement de coalition du social-démocrate Algirdas Butkevičius. Il est remplacé le 13 décembre 2016 par le social-démocrate Julius Pagojus.